# Tonnoiriella sieberti
Tonnoiriella sieberti är en tvåvingeart som beskrevs av Wagner 1993. Tonnoiriella sieberti ingår i släktet Tonnoiriella och familjen fjärilsmyggor. Inga underarter finns listade i Catalogue of Life.